# Tie Ning

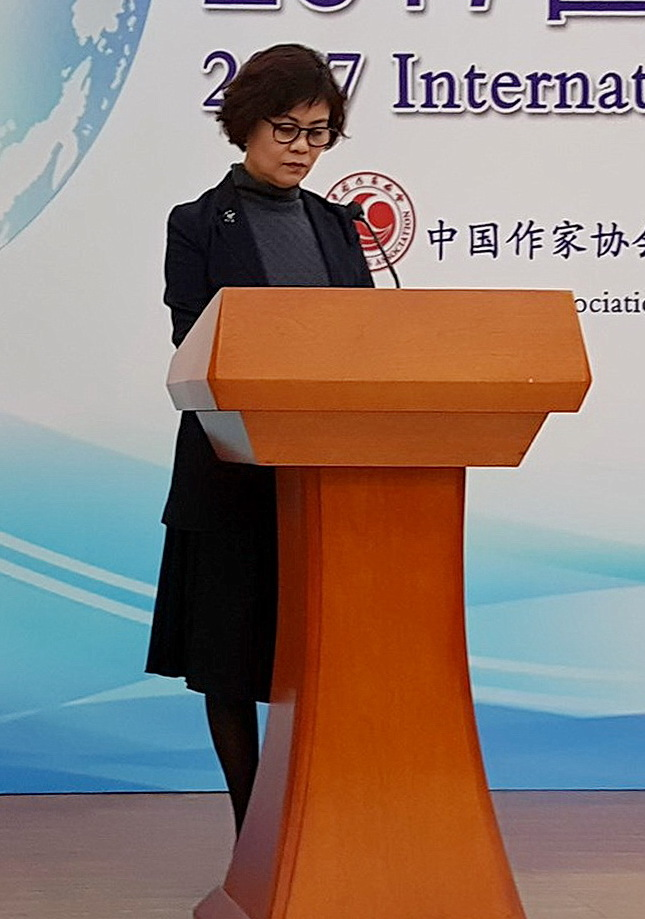
Tie Ning, 2017

Tie Ning (en xinès simplificat: 铁凝; en xinès tradicional: 鐵凝; en pinyin: Tiě Níng; Pequín 1957) escriptora xinesa. Presidenta de l'Associació Xinesa d'Escriptors (2016 -) i membre del 19è Comite Central del Partit Comunista Xinès.

## Biografia
Tie Ning va néixer el setembre de 1957 a Pequín, en una família de Zhaoxian, de la província de Hebei. Els seus pares eren tots dos artistes: el seu pare, pintor conegut per les seves aquarel·les i pintures a l'oli on es reflecteix la influència de Cézanne, però també graduat a l'Institut Nacional d'Art Dramàtic; la seva mare era una professora de música que es va graduar al Conservatori de Tianjin.
Durant la Revolució Cultural, Tie Ning, com molts altres joves de la seva època va ser enviada a una zona rural com a part del procés de reeducació.
L'any 1985, va formar part de la delegació d'escriptors xinesos enviats als Estats Units per participar en un col·loqui literari a la Universitat de Colúmbia.

### Carrera literària
El 1982, el conte "Ah, neu perfumada" (哦,香雪) va guanyar el premi al millor relat curt de la Xina per al 1982 i generalment es considera, el punt de partida de la seva obra.
El 1986 es va publicar una altra història llarga a la revista literària Shouhuo (收获): "La pedra de molí de palla de blat" (麦秸 垛) i el 1988, l'Associació d'Escriptors va publicar la seva primera novel·la, "La porta des la ruta em porta de tornada a la casa rosa" (玫瑰 门).
Autors occidentals com l'escriptor francès Romain Rolland (1866-1944), van influir molt en la seva visió del món i dels seus pobles.
Les seves obres han estat traduïdes a l'anglès, rus, alemany, francès, japonès, coreà, castellà, danès, noruec, vietnamita i molts altres idiomes.

### Obres destacades i adaptacions al cinema
1982: Oh, Xiangxue" (哦，香雪). El 1991 va ser adaptada al cinema pel director Haowei Wang i protagonitzada per Ye Tang, Bai Xue i Li Zhuang; va obtenir el Premi Golden Rooster a la Millor Fotografia de l'any 1992.
1984: Adaptació a la televisió del seu relat "June Conversation Topic" (六月 的 话题) 
1984: Meiyou Niukou de Hong Chenshan (没有纽扣的红衬衫) adaptada al cinema per la directora Lu Xiaoya amb el títol Hong yi shao nu.
1988: Cunlu Dai Wo Huijia (村路带我回家) adaptada al cinema per Haowei Wang
1999: Yongyuan you duoyuan (永遠有多遠),(How Long is Forever) 
2013: Da Yu Nü (大浴女),(Big Bathing Women)

## Premis i honors
- 1982: Premi nacional xinès per Oh, Xiangxue" (xinès: 哦，香雪)[7]
- 1996: Premi Lu Xun de Literatura per 奴人的白液, traduïda a l'anglès com "Woman's white nigth"
- 2000: Premi Lu Xun per 永遠有多遠
- 2000 i 2002: Premi literari Lao She
- 2015: Orde de les Arts i les Lletres del Ministeri de Cultura de França.[7]
- El 2003, Tie va ser votada pels lectors de la revista Selected Novels com un dels "deu millors escriptors populars xinesos del nou segle".[1]